# Przedimek
     przedimek nieokreślony i określony
     jedynie przedimek określony
     przedimek nieokreślony i określony po rzeczowniku
     jedynie przedimek określony po rzeczowniku
     brak przedimka

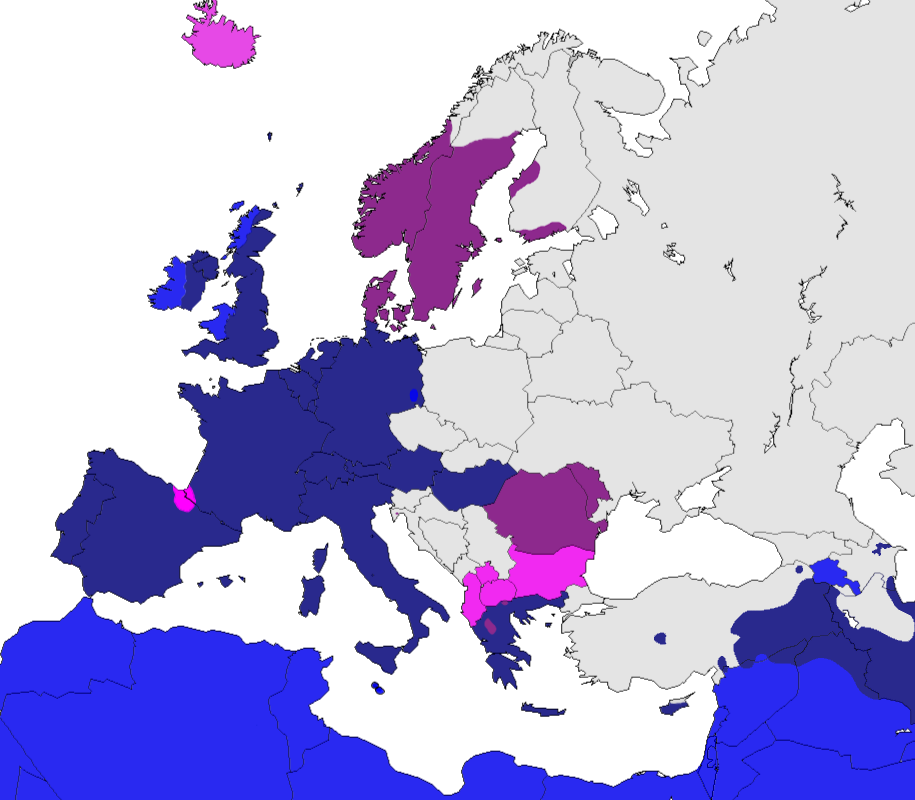
Przedimki w językach Europy
przedimek nieokreślony i określony
jedynie przedimek określony
przedimek nieokreślony i określony po rzeczowniku
jedynie przedimek określony po rzeczowniku
brak przedimka

Przedimek (łac. articulus) – część mowy występująca przed rzeczownikiem (także przed konstrukcją rzeczownikową, a niekiedy również przed przymiotnikiem lub liczebnikiem użytym rzeczownikowo), wskazująca na jego kategorię określoności lub nieokreśloności.
Odmianą przedimka jest rodzajnik, który oprócz kategorii określoności lub nieokreśloności rozróżnia jeszcze kategorię rodzaju gramatycznego. Przedimka nie należy mylić z przyimkiem.

## Występowanie przedimków w różnych językach
Przedimki dzielą się na określone i nieokreślone.
W niektórych językach (np. walijskim, hebrajskim czy esperanto) występują jedynie przedimki określone.
Przedimki w tłumaczeniach na język polski zwykle są pomijane. Wynika to z braku tej części mowy w polszczyźnie.
Mimo to określoność bądź nieokreśloność można do pewnego stopnia wyrazić w języku polskim poprzez zastępcze użycie zaimków, w szczególności zaimków wskazujących, lub też poprzez zmiany w szyku zdania.

### Zaimki wskazujące
To z nich stopniowo wyewoluował rodzajnik określony w innych językach europejskich. W językach europejskich znaczenie wyróżniające i emocjonalne zaimków wskazujących częściowo pokrywa się ze znaczeniem rodzajników określonych do dziś.

### Szyk zdania
W szczególności jest to możliwe dla dopełnienia, poprzez umieszczenie go bliżej początku bądź końca zdania. W przypadku języka mówionego może to być dodatkowo wzmocnione intonacją. 
W zdaniu (1) rzeczownik mężczyzna jest nieokreślony, co podkreśla jego końcowa pozycja w zdaniu.
(1) Widziałem, jak do pokoju wchodził mężczyzna. [ang. I saw a man coming into the room.]
W (2a) i (2b) rzeczownik mężczyzna jest już wyraźnie określony, np. jest to ten sam mężczyzna ze zdania (1). Podkreśla to pozycja bliższa początkowi zdania.
(2a) Kiedy wszedłem zobaczyłem, że mężczyzna stał przy oknie. [ang. When I entered I saw that the man was standing by the window.]
(2b) Kiedy wszedłem zobaczyłem, że ten mężczyzna stał przy oknie. ( → dodatkowo podkreślając przy użyciu zaimka wskazującego będącego odpowiednikiem rodzajnika określonego)
Dla porównania, umieszczenie owego rzeczownika na końcu zdania sugerowałoby nieokreśloność.
(2c) Kiedy wszedłem zobaczyłem, że przy oknie stał mężczyzna. [ang. When I entered I saw that by the window stood a man.]
(2d) Kiedy wszedłem zobaczyłem, że przy oknie stał jakiś mężczyzna. ( → z dodatkowym wzmocnieniem jakiś )
W poniższych przykładach natomiast użycie zaimka wskazującego będącego odpowiednikiem rodzajnika sugeruje co innego niż szyk zdania. W efekcie takiej sprzeczności zdania te brzmią stylistycznie nieelegancko:
(2e) Kiedy wszedłem zobaczyłem, że przy oknie stał ten mężczyzna.
(2f) Kiedy wszedłem zobaczyłem, że jakiś mężczyzna stał przy oknie.

## Przedimek wjęzyku angielskim

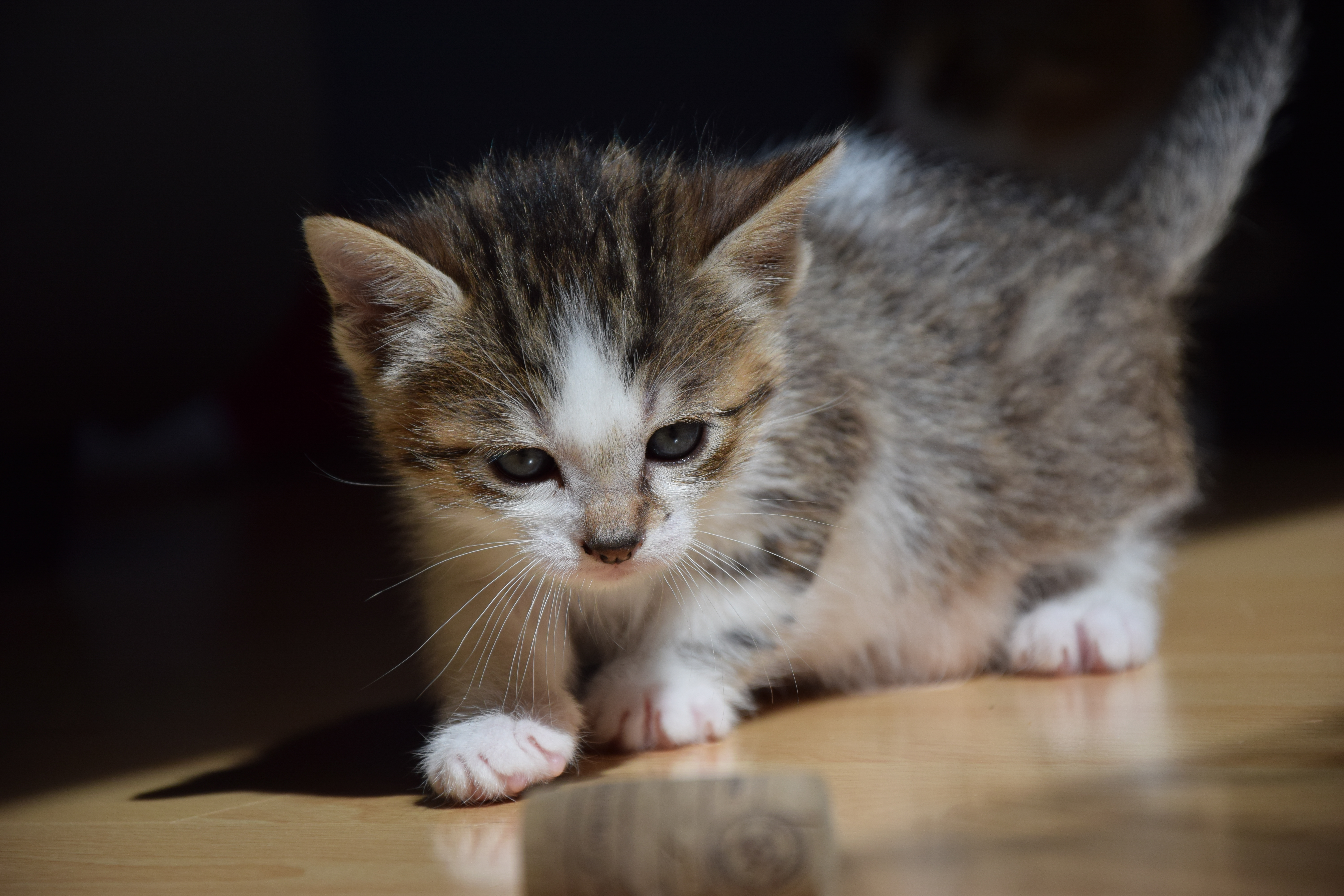
A kitten

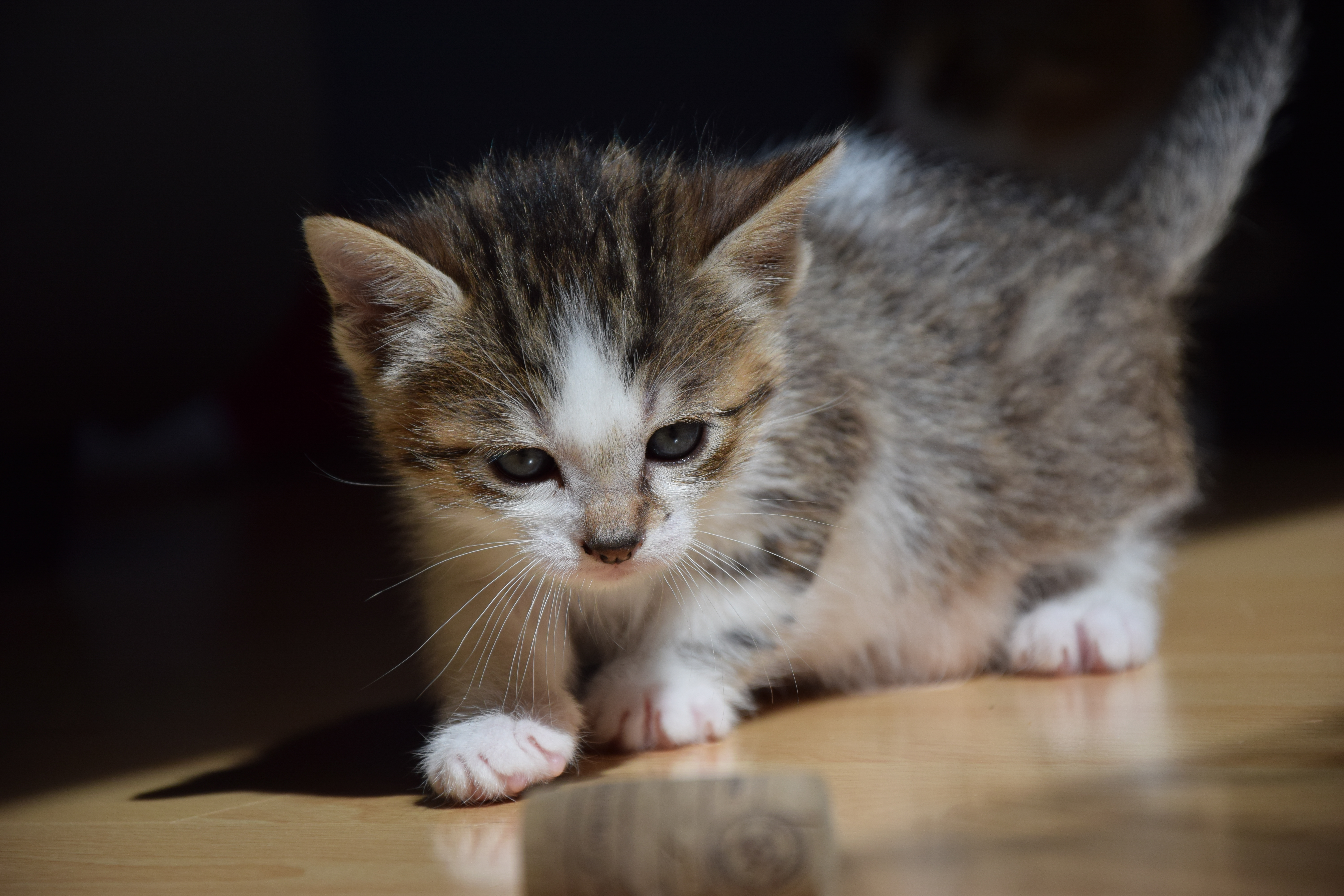
The kitten you've just seen – kot już jest znany

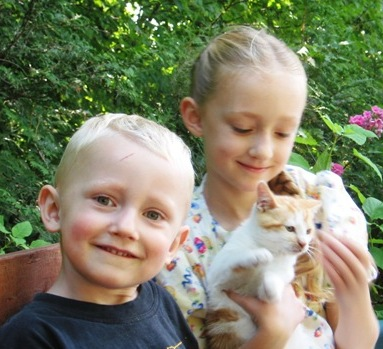
The kitten; dzieci rozmawiające o kociaku będą używać tej formy, gdyż desygnat jest im znany

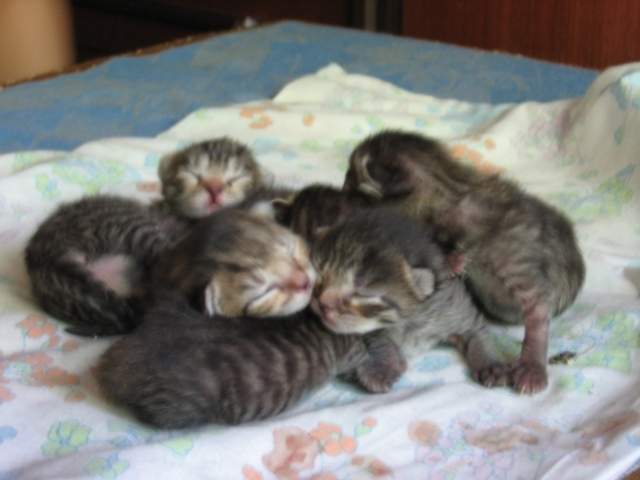
Kittens

Przedimek to w języku angielskim nieodmienna część mowy, determinująca rzeczownik. Przedimka zwykle nie tłumaczy się na język polski. Czasami można go oddać jako zaimek ten, ta, to (przedimek określony), jakiś, jakaś, jakieś (przedimek nieokreślony).

### Natura przedimka
Przedimkiem jest wyraz występujący przed rzeczownikiem albo frazą rzeczownikową (np. przymiotnik + rzeczownik). W języku angielskim rozróżnia się dwa rodzaje przedimków:
- a/an – nieokreślone;
- the – określony;
- Niektóre gramatyki wyróżniają również "przedimek zerowy"[3][4], inne[5] piszą o braku przedimka.

Przedimek (zwany article lub determiner) określa, czy desygnaty są znane mówiącemu i rozmówcy. Jeśli są znane, używa się przedimka określonego, jeśli nie, nieokreślonego. Całkowite pomijanie przedimka czyni sformułowanie niegramatycznym, choć w zdecydowanej większości przypadków nie utrudni znacznie odbioru komunikatu językowego.

### a/an– przedimek nieokreślony
Przedimków a/an używa się wyłącznie przed rzeczownikiem policzalnym w liczbie pojedynczej, Oznacza on dowolny element z danego zbioru, innymi słowy pojedynczy choć nie wyjątkowy element: My father is a teacher → Mój ojciec jest nauczycielem. Jest jednym ze zbioru nauczycieli.
- Używany jest, gdy dana osoba lub rzecz pojawia się w tekście, rozmowie itp. po raz pierwszy[4] – pozostaje ona dla rozmówcy bliżej nieokreślona. Jeśli zostanie wymieniona po raz kolejny, otrzymuje przedimek the: Once we had a dog and a cat. But the dog was always eating the cat’s dinner. In the end, we gave the dog to a friend.
- Przedimki nieokreślone używane są zamiennie ze słowem one, zwłaszcza dla kontrastu z innym liczebnikiem[4]: Give me a glass of milk and two cups of tea, please: Proszę szklankę mleka i dwie filiżanki herbaty.

### the– przedimek określony
Przedimek określony the jest najpopularniejszym słowem angielskim. Kontrastuje z przedimkiem nieokreślonym a i z przedimkiem zerowym. The ma zawsze tę samą formę. Przedimek określony stosuje się do opisu określonego przedmiotu, osoby bądź stanu. Zarówno mówiący, jak i jego rozmówca wiedzą o czym dokładnie jest mowa: We left the car in the garage → Zostawiliśmy auto w garażu. Mówiący wie, jakie to auto i zna (przynajmniej ze słyszenia) dom, w którym samochód zaparkowano. Have you visited the castle? → Czy zwiedziłeś zamek? Zarówno mówiący jak i odbiorca komunikatu wiedzą, w jakim mieście zamek się znajduje. Znajomość obiektu może wynikać z wiedzy ogólnej: The Earth moves around the Sun → Ziemia obraca się wokół Słońca → oba desygnaty są znane, mimo że wcześniej mogło nie być o nich mowy.

### Przedimek zerowy
Większość rzeczowników występuje z poprzedzającymi je przedimkami określonymi bądź nieokreślonymi. Brak przedimka określa się jako przedimek zerowy.
Istnieją trzy podstawowe sytuacje, kiedy pojawia się przedimek zerowy:
- Przed rzeczownikami nieokreślonymi w liczbie mnogiej

| a/an + liczba pojedyncza  | zero + liczba mnoga      |
| We’re expecting a visitor | We’re expecting visitors |

- przed rzeczownikami niepoliczalnymi:

| a/an + rzeczownik policzalny | zero + rzeczownik niepoliczalny |
| He picked up a stone         | The wall’s made of stone        |

- przed imionami

| a/an + rzeczownik pospolity | zero + imię            |
| He gave her a rose          | My wife’s name is Rose |

## Przedimek wjęzyku francuskim
W języku francuskim występuje rodzajnik.

## Przedimekjęzyka niemieckiego
W języku niemieckim występuje rodzajnik.

## Przedimek wjęzyku esperanto
W języku esperanto istnieje jedynie przedimek określony (esp. la difina artikolo) la.
Pierwsza reguła w Fundamento de Esperanto z 1905 r. brzmi: „Przedimka nieokreślonego nie ma; jest tylko określony la, wspólny dla wszystkich rodzajów, przypadków i liczb.” Ludwik Zamenhof nie sprecyzował dokładniej zasad jego użycia, mówiąc jedynie, że jest używany tak jak w językach narodowych.
Poprawne zastosowanie przedimka sprawia trudności szczególnie tym, w których języku ojczystym nie istnieją ani przedimki, ani rodzajniki. Poza tym szczegółowe reguły stosowania przedimków i rodzajników w poszczególnych językach narodowych różnią się, a niekiedy są nawet sprzeczne,
(np. Lubię muzykę: ang. I like music. – fr. J’aime la musique. – niem. Ich mag Musik. – węg. Szeretem a zenét.)
(np. cały świat: ang.  the whole world – fr. tout le monde – niem.  die ganze Welt – węg.  az egész világ – różna pozycja przedimka).
Dlatego z biegiem czasu formułowano coraz bardziej szczegółowe wskazówki, kiedy używać słówka la w języku esperanto.
Bardzo ogólną zasadę można podać następująco:
Rzeczownik należy poprzedzić przedimkiem la, gdy:
– mówi się o czymś już wspomnianym, znanym, zdefiniowanym,
– mówi się o czymś jedynym, jedynym w swoim rodzaju.
(A więc przedimek zastępuje po prostu wyrazy: ten, ten określony i powinien być stosowany tylko wtedy, gdy po próbnym podstawieniu zamiast niego wymienionych wyrazów, sens wypowiedzi nie zmienia się.)
Mi vidis la kuraciston.  – Widziałem (wiadomo, którego) lekarza.

Mi vidis kuraciston. – Widziałem (jakiegoś) lekarza.
W pierwszej połowie XX w. obszerniejsze omówienie stosowania przedimka la można było znaleźć w podręcznikach:
Fruictier-Grenkamp, Kompleta Gramatiko kaj Vortfarado (Kompletna gramatyka i słowotwórstwo) [1930] oraz
Kálmán Kalocsay, Lingvo, Stilo, Formo (Język, styl, forma) [1931].
„Przedimek nieokreślony w języku esperanto nie istnieje. Jednak spotyka się wyraz unu (jeden), używany w tym znaczeniu.
Jest to, jeśli nie błędem gramatycznym, to przynajmniej stylistycznym, popełnianym pod wpływem języka ojczystego.
W przypadku rzeczywistej konieczności można użyć iu (któryś) – gdy chodzi o coś/kogoś wydzielonego z pewnej grupy – lub ia (jakiś) – gdy chodzi o coś/kogoś zupełnie niezdefiniowanego. [...] Nie można jednak powiedzieć *Li estas unu bona homo, tak jak należałoby powiedzieć w języku niemieckim: Er ist ein guter Mensch.” [Kalocsay, Sintakso]
Kilka lat później węgierski lekarz, Kálmán (Kolomano) Kalocsay oraz francuski językoznawca, prof. Gaston Waringhien (wieloletni prezydent Akademio de Esperanto) wydali wspólnie Plena Gramatiko de Esperanto (Pełną gramatykę esperanta) [1935], która, wielokrotnie poprawiana i uzupełniana, stała się po latach Plena Analiza Gramatiko de Esperanto (Pełną gramatyką opisową esperanta) [1985]. Użyciu przedimka poświęcono tam już znacznie więcej miejsca.
W niedawno wydanej książce – w całości dostępnej w Internecie w języku esperanto Plena Manlibro de Esperanta Gramatiko (Pełny podręcznik gramatyki esperanckiej) [2005], której autorem jest Szwed, członek Akademio de Esperanto, Bertil (Bertilo) Wennergren, przedimek la zajmuje już wiele stron.

## Przedimek wjęzyku węgierskim
W języku węgierskim występują przedimki określone (węg. határozott névelő) a / az oraz przedimek nieokreślony (węg. határozatlan névelő) egy. Przedimek określony a używany jest przed wyrazami rozpoczynającymi się spółgłoską, natomiast az – przed wyrazami rozpoczynającymi się samogłoską.
Przedimki określone występują w liczbie pojedynczej i mnogiej, przedimek nieokreślony – tylko w liczbie pojedynczej (egy oznacza również jeden). Rzeczownik nie zawsze musi być poprzedzony przedimkiem.
Zastosowanie przedimka określonego:
- Przedimkiem określonym a / az poprzedza się rzeczowniki, nazywające przedmioty / osoby już nam znane, np. Elolvasztam a könyvet. (Przeczytałam/em (tę) książkę.)
- Nie używa się przedimka określonego przed imionami i nazwiskami osób, np. Kiss Péter, Kovács István, János, Géza.
Jeżeli jednak imię lub nazwisko poprzedzone jest przydawką, zawsze stawia się przed całą frazą przedimek określony, np.  a nagy Kossuth (wielki Kossuth),  az öreg János (stary János).
- W mowie potocznej zauważa się nową tendencję używania imion osób z przedimkiem określonym, co nie jest jeszcze powszechnie akceptowane, np. Tegnap találkoztam az Andrissal a buszon. (Wczoraj spotkałem Andrisa w autobusie.)  Az Editet sokáig nem láttam. (Dawno nie widziałam Edit.)
- Imiona zwierząt poprzedza się przedimkiem określonym, np.  a Bodri (imię psa),  a Villám (Błyskawica - imię konia).  A Bodri nagyon okos kutya. (Bodri to bardzo mądry pies.)  A Bodri mindig ugat. (Bodri ciągle szczeka.) Melyik ló? Hát a Villám. (Który koń? No, Błyskawica.)  A Villám megbotlott. (Villám potknął się.) Jeżeli jednak opuszcza się przedimek, zdanie jest równie gramatyczne: Bodri nagyon okos kutya. Bodri mindig ugat. Villám megbotlott.
- Przed nazwami krajów i miast, występującymi bez przydawki, nie stawia się przedimka określonego, np. Lengyelország (Polska), Moszkva (Moskwa), Sándorfalva (wieś Sándorfalva).
- Przedimek określony stawia się zawsze przed nazwami rzek, jezior, mórz i gór, jak również przed wszystkimi nazwami geograficznymi, poprzedzonymi przydawką, np.  a Visztula (Wisła),  a Balaton (jezioro Balaton),  az Északi-tenger (Morze Północne),
 a Mátra (góry Mátra),  a napos Spanyolország (słoneczna Hiszpania),  a szép Pécs (piękny Pécs).
- Nazwy zjawisk atmosferycznych często poprzedza się przedimkiem określonym, np. Esik az eső. (Pada deszcz.) Hull a hó. (Pada śnieg.) Süt a nap. (Świeci słońce.) Fúj a szél. (Wieje wiatr.) Ale: A tavalyi éveben nagyon kevés eső esett. (W zeszłym roku bardzo mało padało.) Villám csapott a hegyoldalba. (Piorun uderzył w zbocze góry.)
- Przedimek określony ma często wartość uogólniającą, np.  A jó kutya mindig éber. (Dobry pies jest zawsze czujny.)

Zastosowanie przedimka nieokreślonego:
Przedimek nieokreślony egy (jakiś, pewien) stosuje się w następujących wypadkach:
- jeżeli ma się na myśli jakąś jedną nieokreśloną osobę lub przedmiot, np. Olvasztam egy könyvet. (Czytałam/em jakąś książkę.),
Volt egyszer egy ember. (Był raz pewien człowiek.),  Egy gyerek lépett be az ajtón. (Jakieś dziecko weszło do pokoju.);
- w połączeniu z akcentowaną przydawką (między przydawką a wyrazem określonym przez przydawkę), np. kiváló egy ember (wybitny człowiek), szép egy könyv (piękna książka);
- przed nazwami osób używanymi w znaczeniu imion pospolitych, np.  Egy Ady veszett el benne. (Zginął z nim człowiek na miarę Adyego.);
- przed wyrazami oznaczającymi bliżej nieokreśloną miarę, ilość itp., np. Alszom egy keveset. (Prześpię się trochę.), Írok egy pár sort. (Napiszę kilka słów.).